# Britney/Brittany
«Britney/Brittany» (título conservado para su traducción en Hispanoamérica y España) es el segundo episodio de la segunda temporada de la serie de televisión estadounidense Glee y el vigésimo cuarto de su cómputo general. Escrito y dirigido por Ryan Murphy —cocreador de la serie—, fue estrenado por la cadena televisiva Fox el 28 de septiembre de 2010 en Estados Unidos y el 25 de noviembre en México por la misma cadena. El episodio rinde homenaje a la cantante Britney Spears; en él, Brittany S. Pierce (Heather Morris), experimenta una serie de alucinaciones inducidas por la anestesia dental, en las que recrea momentos icónicos de la carrera de Britney Spears. Esto le hace llegar a la autorrealización —demostrándole que tiene el talento necesario para interpretar una canción como solista—, junto a otros miembros del coro. Mientras tanto los cocapitanes Rachel (Lea Michele) y Finn (Cory Monteith) tienen dificultades en su relación, y el director del coro, Will Schuester (Matthew Morrison), se pone celoso del nuevo novio de Emma Pillsbury (Jayma Mays), el Dr. Carl Howell (John Stamos).
Tras el episodio «The power of Madonna», perteneciente a la primera temporada de la serie y que fue un homenaje a Madonna, Murphy planeó que en la segunda temporada hubiese dos episodios tributo, de los cuales «Britney/Brittany» es el primero y «The Sue Sylvester Shuffle», que consiste en un homenaje a Michael Jackson, el segundo. Murphy considera a Spears una de las cantantes femeninas más importantes de la década, ya que inspiró a muchos de los jóvenes actores de la serie para seguir una carrera relacionada con la música. Spears hace varios cameos en el episodio y aparece en las alucinaciones de los estudiantes. El episodio sirvió también para hacer hincapié en Morris, cuyo personaje hasta entonces tenía un papel secundario, pero que se transformó en habitual después de que se convirtiera en uno de los favoritos de los seguidores.
El episodio cuenta con siete interpretaciones musicales, seis de las cuales se lanzaron como sencillos disponibles en formato digital. «Britney/Brittany» fue visto por un total de 13,51 millones de espectadores en Estados Unidos, la tercera mayor audiencia en la historia de la serie y recibió comentarios polarizados de la crítica especializada. Todd Van Der Werff, de The A. V. Club, criticó la superficialidad de la trama y los incongruentes números musicales; sin embargo, James Poniewozik, de la revista Time, elogió el episodio y su carácter de fantasía. Tim Stack de Entertainment Weekly criticó las recreaciones de los vídeos de Spears, muy fieles a las originales, ya que prefería las interpretaciones originales de Glee. Por otro lado, Aly Semigran, de la cadena de televisión MTV, consideró que la interpretación de «I'm a Slave 4 U» fue una de las mejores del programa. La interpretación que Lea Michele realiza del tema «...Baby One More Time» tuvo críticas negativas, aunque, por el contrario, la de «The Only Exception» de Paramore gozó de una buena acogida. Los cameos de Britney recibieron críticas polarizadas, mientras que la actuación de Morris se ganó los elogios de la crítica, sobre todo por sus habilidades para el baile.

## Argumento

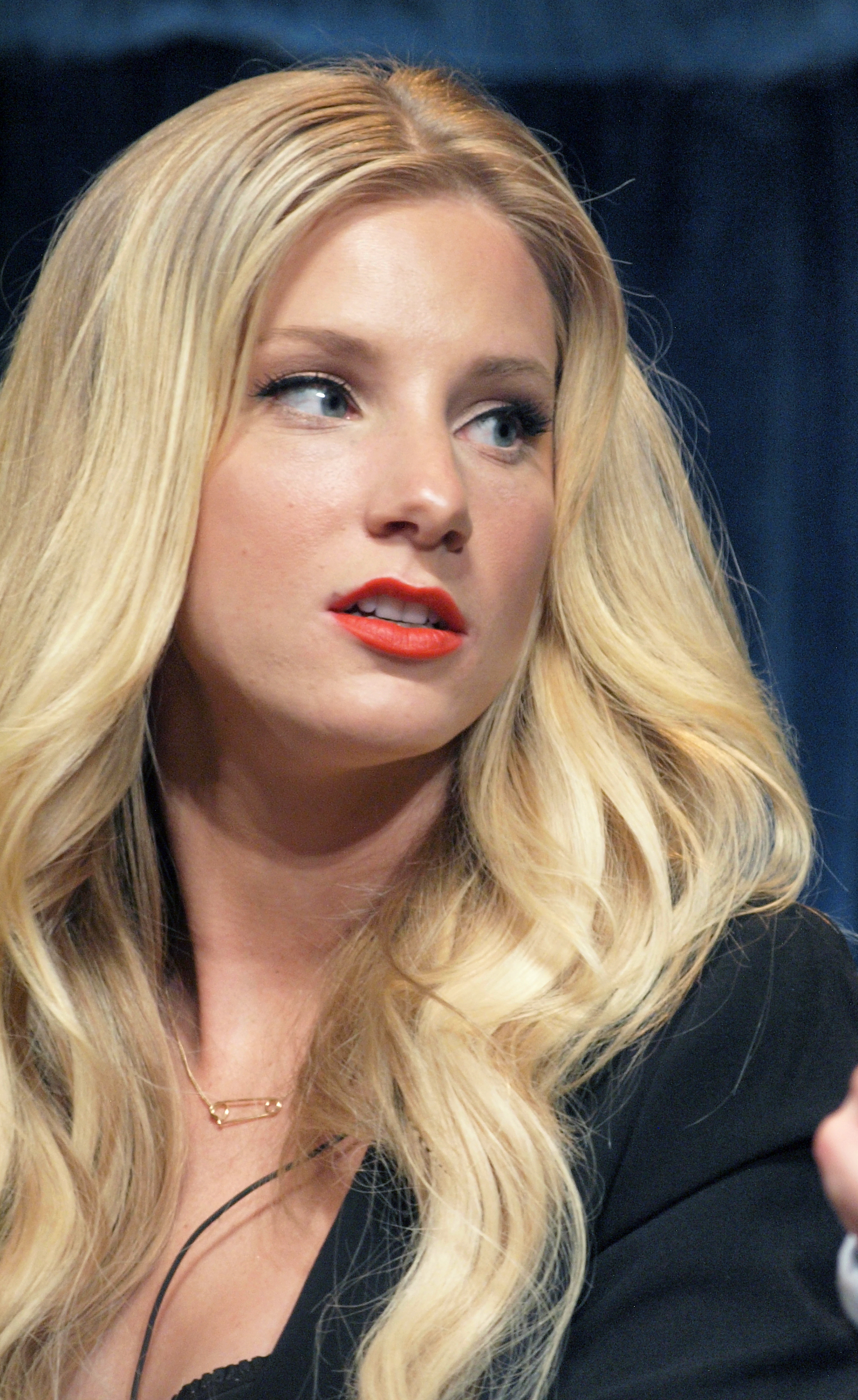
«Britney/Brittany» es el primer episodio de Glee en el que la actriz y cantante Heather Morris realiza una presentación.

Cuando el director del coro Will Schuester decide que en la asamblea de principio del año escolar del instituto McKinley High el club interprete un espectáculo de música contemporánea para adultos ligera, Kurt (Chris Colfer) informa que hay un grupo en Facebook pidiendo al club que realice un número de Britney Spears allí, Will se niega, ya que considera que Britney es un mal modelo a seguir. Recibe apoyo de la integrante del club Brittany, quien revela que su nombre completo es Brittany Susan Pierce y que siempre se ha sentido triste de nunca poder llegar a ser tan exitosa como la cantante de nombre similar.
Will discute sobre Spears con la consejera y orientadora de la escuela Emma Pillsbury (Jayma Mays). Mientras se encuentra en su oficina, aparece el nuevo novio de Emma, el Dr. Carl Howell, un dentista que se ofrece a hablar con el club Glee sobre la higiene dental. Una prueba de placa dental realizada por el doctor revela que Brittany, Rachel (Lea Michele) y Artie (Kevin McHale) requieren un tratamiento. Cuando Brittany es sometida a anestesia general para que el Dr. Carl pueda tratar su gran cantidad de caries, experimenta una alucinación en la que interpreta la canción de Spears «I'm a Slave 4 U». Más tarde regresa a la consulta de Carl para otra revisión junto con su amiga Santana (Naya Rivera) y entonces comparten una alucinación en la que interpretan el dúo «Me Against the Music», en la cual Spears realiza un cameo. Brittany comienza a tener más confianza después del encuentro ilusorio con Spears, lo que la hace actuar con asertividad en el club.
Por otra parte, Rachel tiene temor ante el deseo de su novio Finn de volver a unirse al equipo de fútbol americano de la escuela y teme que su relación no funcione si se vuelve popular otra vez. Después de visitar al dentista y experimentar su propia alucinación, en la que interpreta «... Baby One More Time» con una breve aparición de Spears, Rachel comienza a vestirse más provocativamente. Su nuevo aspecto se recibe de forma positiva y la entrenadora de porristas Sue Sylvester (Jane Lynch) encuentra al bloguero de la escuela Jacob Ben Israel (Josh Sussman) masturbándose con un vídeo de Rachel en la biblioteca. Finalmente, ella cede y alienta a Finn para que se una al equipo. La visita al dentista de Artie da como resultado una alucinación en la que interpreta «Stronger», en la que es también parte del equipo de fútbol. La entrenadora Beiste (Dot-Marie Jones) acepta a Finn y Artie en el equipo a pesar de que Artie se encuentre en una silla de ruedas. Rachel se pone celosa de la atención que Finn está recibiendo al estar de vuelta en el equipo y pone a prueba la fidelidad de este. Para ello, le pide a su exnovia Quinn (Dianna Agron) que lo trate de seducir. Ella se alivia cuando Finn rechaza las insinuaciones de Quinn y canta «The Only Exception» de Paramore a modo de disculpa.
Luego de que Emma le aconseja relajarse, Will se entera de que Carl ha adquirido recientemente un Chevrolet Corvette y compra uno para sí mismo. Esto hace que deba enfrentarse con su exesposa Terri (Jessalyn Gilsig), quien insiste en que lo devuelva y deje de desperdiciar sus ahorros. Al ver el efecto positivo que Spears ha tenido en los miembros del coro, Will cede a su voluntad y les permite realizar una versión con el estilo de Bob Fosse de la canción de Spears «Toxic» en la asamblea de regreso a clases y se une a ellos en el escenario, en un esfuerzo por impresionar a Emma. Cuando varios estudiantes, incluyendo a Jacob y Lauren Zizes (Ashley Fink), se excitan sexualmente por la presentación, Sue enciende la alarma de incendios y obliga al cuerpo estudiantil a evacuar la cancha de baloncesto. Más tarde, amenaza con demandar a Will después de haber sido herida por la estampida de estudiantes que salían de la cancha. Emma le dice a Will que deje de tratar de ser alguien que no es. Finalmente, regresa su auto nuevo y le dice al coro que no se presentará ningún número más de Spears.

## Producción

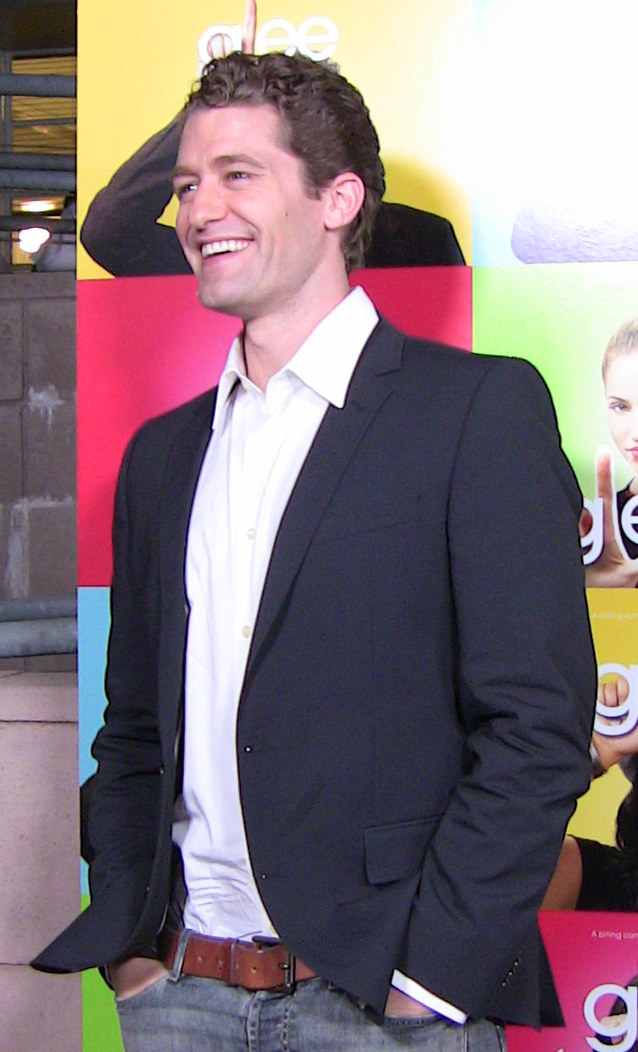
Matthew Morrison se mostró contrario a la idea de interpretar canciones de Spears en Glee. Como resultado, Murphy hizo que su personaje, Will Schuester, también se opusiera a ello.

Durante la primera temporada de Glee, la serie rindió homenaje a la cantante Madonna con el episodio «The Power of Madonna». Ryan Murphy planeó dos episodios tributo para la segunda temporada: «Britney/Brittany» y «The Sue Sylvester Shuffle», transmitido después del Super Bowl XLV en febrero de 2011. Muchos de los miembros jóvenes del reparto de la serie se inspiraron en Britney Spears para seguir una carrera relacionada con la música. Murphy declaró que fue idea de la propia Spears que Glee utilizara sus canciones y explicó: «Creo que ella ama la temática del programa, que rinde tributo a la cultura pop de forma cariñosa, respetuosa y amable. Respondió ante eso». Comentó que sobre Spears «podría decirse que es la arista femenina más importante junto a Lady Gaga en los últimos diez años» y afirmó además que el episodio no sólo hace referencia a su música, sino también a su imagen pública.
En mayo de 2010, Matthew Morrison dijo a la revista US Weekly que esperaba que las canciones de Spears no se interpretaran en Glee. Basándose en sus comentarios, Murphy hizo que el personaje de Morrison, Will, estuviese en todo el episodio resistiéndose al deseo de sus alumnos de interpretar sus canciones. La línea argumental de Will, en la que figura un Chevrolet Corvette, incluyó publicidad por emplazamiento para la división Chevrolet de General Motors, empresa que se convirtió en publicitaria y patrocinadora de Glee antes de su lanzamiento en 2009.

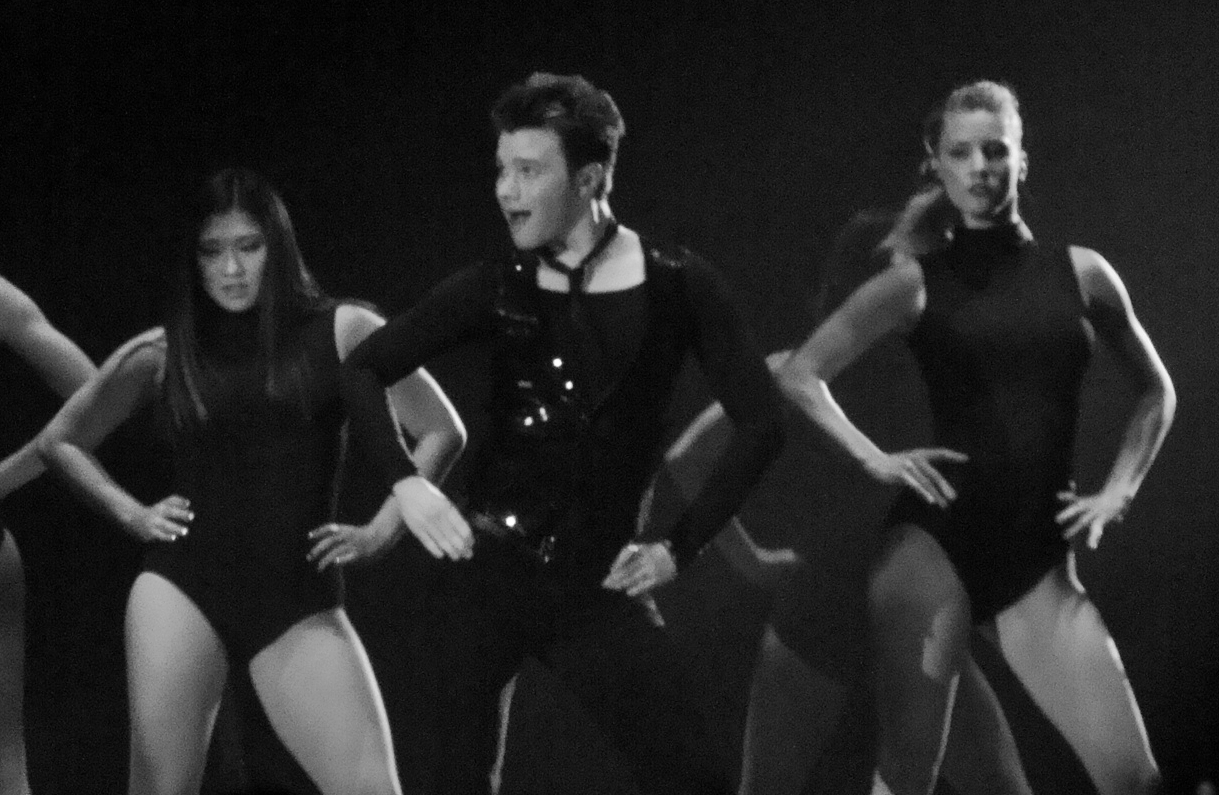
Morris fue contratada originalmente para enseñarle la coreografía de «Single Ladies» a los miembros del reparto Chris Colfer (centro) y Jenna Ushkowitz (izquierda). En la imagen, los tres actores presentando la canción en la gira Glee Live! In Concert!

El reparto recibió sus guiones para el episodio el día 26 de julio de 2010 y Murphy comenzó el trabajo de dirección el 2 de agosto de 2010. Britney Spears filmó sus escenas como estrella invitada los días 18 y 19 de agosto de 2010. El director Ryan Murphy comentó: «En el fondo, es un espectáculo diseñado para mostrar las habilidades de Heather Morris». Antes de aparecer en Glee, Morris fue una bailarina de respaldo de la cantante Beyoncé Knowles. Se la contrató originalmente como coreógrafa para enseñar a los miembros del reparto Chris Colfer y Jenna Ushkowitz la coreografía de la canción «Single Ladies», pero al cabo de una semana se la seleccionó para interpretar a la animadora Brittany Pierce. Morris tuvo un papel secundario durante la primera temporada, pero su personaje fue promovido a principal en la segunda. Durante los Televisión Critics Association Awards de 2010, Ryan Murphy declaró que el personaje Brittany tendría «grandes líneas argumentales» durante la nueva temporada, ya que los espectadores desean saber más sobre ella.
John Stamos realizó su primera aparición de la serie en el episodio «Britney/Brittany» en el papel de Carl Howell, un dentista que es el nuevo novio de Emma. Otros personajes que aparecen en el episodio «Britney/Brittany» son el miembro del coro Mike Chang (Harry Shum, Jr.), el director escolar Figgins (Iqbal Theba), la entrenadora de fútbol americano Shannon Beiste, el reportero escolar Jacob Ben Israel, la animadora Becky Jackson (Lauren Potter), los matones Dave Karofsky (Max Adler), Azimio (James Earl, III) y la estudiante Lauren Zizes (Ashley Fink). El participante de So You Think You Can Dance Mark Kanemura realizó una presentación como artista invitado apareciendo como bailarín de respaldo.

## Música
El episodio cuenta con siete interpretaciones musicales, seis de las cuales se lanzaron como sencillos disponibles en forma de descarga digital. Además, cuenta con las versiones de cinco canciones de Britney Spears: «Stronger», «...Baby One More Time», «Toxic», «I'm a Slave 4 U» y «Me Against the Music» (interpretada originalmente junto a Madonna), dos de las cuales fueron interpretadas por Heather Morris. También se interpretaron «The Only Exception» del grupo musical Paramore y «Sailing», del cantante Christopher Cross. «Sailing» fue la única canción no lanzada como sencillo digital y todas las demás canciones, excepto «I'm a Slave 4 U», «... Baby One More Time» y «Sailing», se incluyen en el álbum Glee: The Music, Volume 4. Todos los sencillos lograron entrar en la lista de venta estadounidense Billboard Hot 100 y vendieron en total 406 000 descargas digitales. La versión de la canción «Toxic» interpretada por el elenco alcanzó el puesto más alto con respecto a los seis otros sencillos: llegó al número dieciséis con una suma de 109 000 descargas.

### Recepción de la música
Tanto Spears como la vocalista de Paramore, Hayley Williams elogiaron el episodio a través de la red social Twitter aprobando el uso de sus canciones.
Tim Stack de Entertainment Weekly opinó que las interpretaciones de «I’m a Slave 4 U» y «Me Against the Music» eran vacías, ya que considera que los mejores números musicales de Glee son aquellos que modifican, en vez de imitar, las versiones originales. Aunque elogió la coreografía de Morris, comentó que el episodio revela que no es «una cantante sobresaliente». Declaró que «Stronger» fue su canción favorita del episodio, así como la mejor incorporación de la música de Spears, ya que la canción sirvió para impulsar la historia de Artie. Elogió el aumento del uso de Kevin McHale como vocalista en la segunda temporada, al disfrutar de su «conmovedora» voz. Posteriormente argumentó que «The Only Exception» de Paramore sirvió como un «tapón agradable y emotivo» para el episodio. Por otra parte, Erica Futterman de la revista Rolling Stone disfrutó de la recreación directa de los momentos icónicos de Britney Spears en la interpretación de «I'm a Slave 4 U» y destacó la utilización de animales y vestuario. También mencionó haberse impresionado con la recreación de «Me Against the Music» y resaltó la ambigüedad generada en la relación entre Brittany y Santana; alabó la danza de Morris y la voz de Rivera. Respecto a la interpretación de Lea Michele de «...Baby One More Time», dijo sentir que «la canción perdió toda su sexualidad escandalosa con el canto del personaje Rachel, unas octavas más agudo», mientras que describió su interpretación de «The Only Exception» como «hermosa y tierna».
Aly Semigran de MTV describió la interpretación de «Me Against the Music» como una de las mejores secuencias en la historia de la serie y escribió que «Toxic» proporcionó la mejor interpretación de una canción de Spears en este episodio, comentando que «brindó su propio sonido fresco y honró el original al mismo tiempo». Desaprobó el uso de «The Only Exception» como canción de cierre, aludiendo a que el uso de otra canción de Spears, como «Everytime», habría sido más apropiado. Raymund Flandez de The Wall Street Journal criticó la interpretación de Michele de «...Baby One More Time» diciendo: «Su seriedad, su mirada adorable y su voz inteligente sobresale entre el sonido inagotable del pop entrecortado. Es como una broma en Youtube, una cantante de ópera tratando de hacer que una cancioncilla de una camarera en Oktoberfest suene más atractiva quitándose la ropa». Dijo haber disfrutado de «Stronger» y apreció en particular el giro de tener «machos» cantando una canción feminista; también consideró que la interpretación de la canción de Paramore en el episodio fue «adecuadamente seria».

## Recepción

### Audiencias
Durante su emisión original, el episodio «Britney/Brittany» fue visto por 13 510 000 espectadores estadounidenses. Fue la tercera mayor audiencia de la historia de Glee detrás de los episodios «The Sue Sylvester Shuffle», que tuvo una audiencia de 26,8 millones de espectadores durante su estreno en febrero de 2011, y «Hell-O», que fue visto por 13,6 millones de espectadores durante su estreno en abril de 2010, lo que le permitió al episodio obtener una cuota de pantalla de 5,9/17 dentro de la franja demográfica de 18 a 49. Con dicho dato, «Britney/Brittany» consiguió situarse como la comedia de Fox con mayor audiencia de espectadores entre los 18 y 49 años. El índice de audiencia aumentó en 1,06 millones desde el episodio anterior, «Audition»; en 0,5 millones en comparación al tributo a Madonna titulado «The Power of Madonna» y en 2,1 millones en comparación al episodio que incluyó temas de Lady Gaga, «Theatricality». «Britney/Brittany» fue el episodio más valorado de las comedias en directo de la Fox en los últimos ocho años entre la audiencia de adultos con edades de la franja de 18-49 y en los últimos nueve años para la audiencia en general. Fue la primera vez en diecisiete años que el show más valorado en su estreno aumentó en audiencia en su segunda semana tanto entre la audiencia de adultos de edades entre los 18 y 49 años, así como en la audiencia en general. En Canadá, el episodio fue lo más visto de la noche, llegando a los 2,4 millones de espectadores; en la franja demográfica 18-49 tuvo un aumento del 18 % en comparación a «Audition» y superó a No Ordinary Family, su competidor más cercano en el horario de las 8:00 p. m. por un 73 %. En Australia, el episodio fue visto por 1,171 millones de espectadores, convirtiendo a Glee en el séptimo programa televisivo más visto de la noche. En el Reino Unido, «Britney/Brittany» fue visto por 3,068 millones de espectadores (2 634 000 en el canal E4 y 451 000 en E4 +1), convirtiéndose en lo más visto en E4 y E4 +1 de la semana, el espectáculo más visto en el cable, el episodio más visto de la serie en esa nación hasta el momento y el primer episodio de la serie en tener más de tres millones de espectadores.
El diario mexicano Informador entregó datos erróneos a sus lectores cuando aseguró que «Britney/Brittany» fue visto por más de 16 millones de televidentes en los Estados Unidos y, por lo tanto, fue el episodio con más audiencia de Glee y de la cadena Fox.

### Respuesta crítica

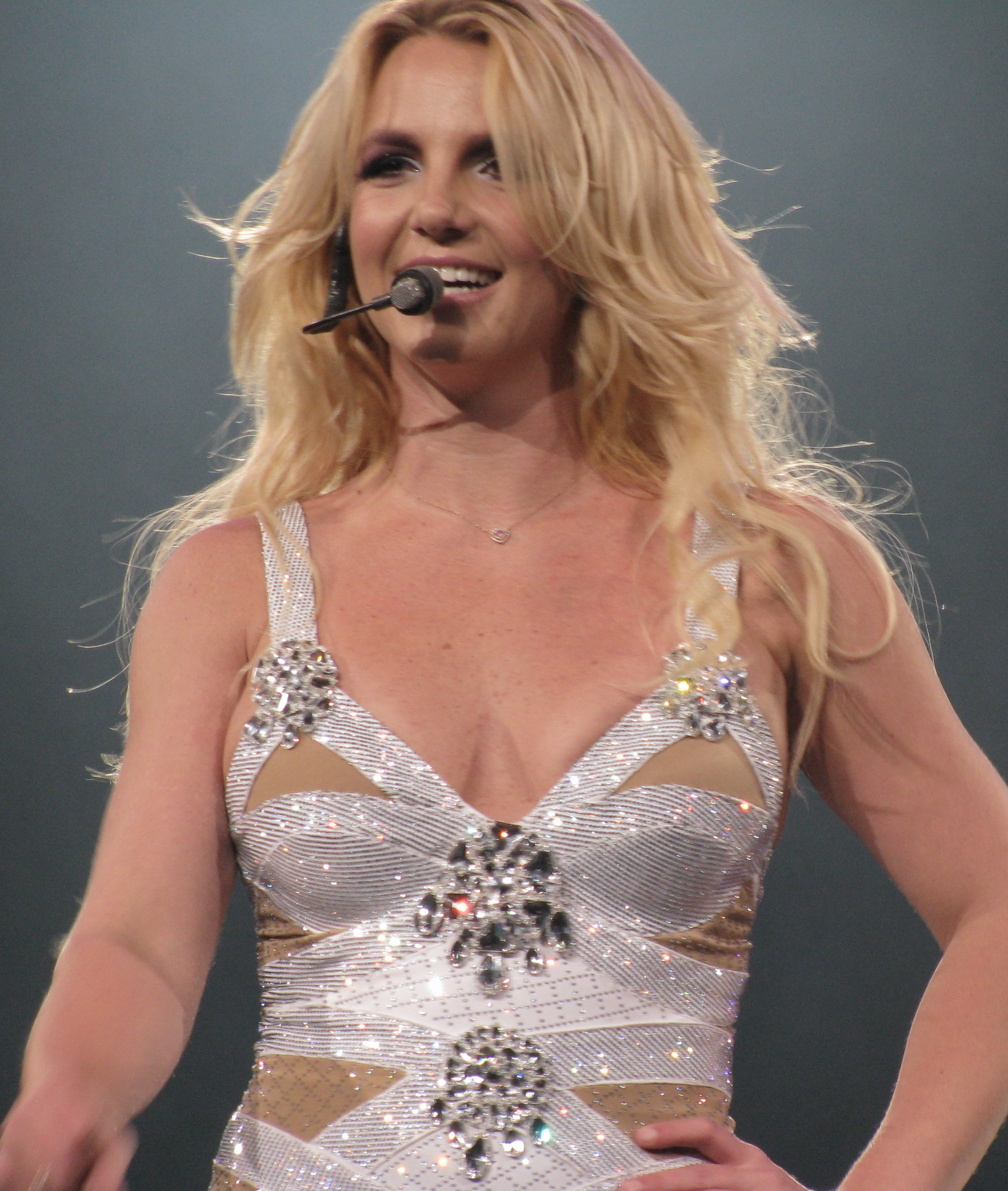
Las apariciones cameo de la cantante Britney Spears recibieron críticas mixtas.

«Britney/Brittany» recibió críticas variadas. Todd VanDerWerff de A.V. Club calificó el episodio con una «D +», comentando que: «Es precisamente a esto a lo que se refieren las personas que critican a Glee cuando dicen que Glee es horroroso». Criticó la falta de una buena trama y de coordinación en las actuaciones musicales y opinó que, al dedicarse simplemente a promover los covers de las canciones de Spears, no se hacía ningún esfuerzo para cuidar ni el argumento ni la potencialidad los personajes. También dijo considerar los cameos de Britney «totalmente inútiles» y criticó que la cantante entregó un diálogo «plano y apático». Llamó a Morris «como la mejor bailarina del elenco, y declaró que Murphy parece querer destrozar el personaje, pero Morris no dejará de ser graciosa sin una buena pelea». El episodio fue descrito por Tim Stack de Entertainment Weekly como «un evento televisivo monumental». Sin embargo, se mostró ligeramente decepcionado. Aunque afirmó su gusto por el episodio en general, criticó el hecho de que las canciones de Spears se vieron obligadas a entrar en la trama afectando la historia y que el episodio no fue tan icónico o emocionante como el tributo de Glee a Madonna. Al referirse a los cameos de Spears dijo sentir que sus apariciones fueron bien manejadas, «con un buen nivel de moderación».
James Poniewozik de la revista Time, a quien no le gustó el episodio de tributo a Madonna, dijo estar «gratamente sorprendido» por «Britney/Brittany». Lo consideró como uno de los episodios más divertidos y entretenidos de la serie, acreditando el rendimiento de Morris y las «afortunadamente limitadas» apariciones de Spears. En respuesta a las críticas del episodio, Poniewozik reconoció que los argumentos eran débiles y que las apariciones de Spears dominaron el episodio, pero escribió que a diferencia de «The Power of Madonna», funcionó porque «se mantuvieron los videos (y las apariciones de Britney) como si pertenecieran a la fantasía». Bobby Hankinson del Houston Chronicle describió el episodio como brillante, y consideró que la presentación de las actuaciones de Spears como una serie de alucinaciones era una «decisión acertada». Robert Canning de la página de internet IGN calificó a «Britney/Brittany» con un 8/10, lo que significa un «episodio impresionante». Lo describió como divertido, pero a punto de ser «parte de un ardid», con canciones incongruentes; sobre las apariciones de Spears, opinó que se mantuvieron en un «mínimo perfecto». Respecto a Morris, al principio le preocupaba que el atractivo del personaje disminuiría al convertirlo en protagonista, pero finalmente le complació que haya logrado mantener su estatus de «personaje secundario favorito de los fanáticos».
Lisa de Moraes del diario The Washington Post calificó los cameos de Spears con una «C» comentando que «por lo menos ella no tenía que tratar de ser divertida» como en su aparición en How I Met Your Mother. El rendimiento de Heather Morris atrajo elogios de parte de la crítica, que llamó a «Britney/Brittany» una «gran vitrina» para la actriz, alabando que ella logró mostrar sus «pasos de baile espectaculares» y sus «destellos expresivos». Raymund Flandez de The Wall Street Journal dijo estar decepcionado por la desaparición de Britney Spears de las pantallas, sin embargo, concluyó que dada la calidad de actuación demostrada en su película del año 2002 Crossroads, era mejor que la estrella del pop no volviera a la televisión. Jenna Mullins de E! Online valoró el hecho de que Spears no apareciera como un personaje secundario, aludiendo a que «es mejor cuando se interpreta a sí misma». Posteriormente observó: «Cuando Ryan Murphy dijo que este episodio fue una celebración en honor de Heather Morris, no estaba bromeando», elogiando sus actuaciones musicales. Marcelo Panozzo escribiendo para el diario argentino Clarín comento: «El episodio fue magistral empezando simplemente por su título que mezcla a una de las más grandes estrellas del pop y al personaje más divertido de Glee». Posteriormente argumento que «gracias al episodio el personaje de Brittany S.Pearce, que merecía un paso al frente fue destacado; “Britney/Brittany” celebra de excelente forma la combinación de Spears y la adolescencia, entregando un viaje irresistible». Dijo valorar que Murphy tomara una decisión tan impecable al evitar destacar demasiado a Britney Spears dentro de la trama del episodio y llamó a Heather Morris como la mejor bailarina del grupo. El Parents Television Council atacó duramente el episodio y consideró que la representación de Spears como «un símbolo de autonomía y autoestima» era problemática; opinó que el público juvenil «básicamente era testigo de una idealización del abuso de las drogas, la masturbación pública y un cabaret aprobado en la escuela».

### Premios y nominaciones
Britney Spears fue nominada en la categoría de «Estrella Invitada de TV Favorita» por su aparición en «Britney/Brittany» en los premios People's Choice que honraron lo mejor del 2010 y fueron celebrados el 5 de enero de 2011. Las estrellas invitadas con las que Spears compitió en esta categoría fueron, Betty White nominada por su participación en la serie Community, Carrie Underwood nominada por su aparición en el episodio «Hooked» de la serie How I Met Your Mother, por su participación en el episodio de Glee «Dream On» Neil Patrick Harris y Demi Lovato nominada y galardonada por su aparición en el episodio «Shiny Happy People» de la serie Grey's Anatomy.

## Comercialización
«Britney/Brittany» fue lanzado como parte de la caja recopilatoria Glee: Season 2, Volume 1, los tres discos de la caja contienen los diez primeros episodios de la segunda temporada. El lanzamiento de Glee: Season 2, Volume 1 para la Región 1 que comprende los Estados Unidos y Canadá fue el 25 de enero de 2011, los DVD incluyen los mejores momentos del personaje Brittany S. Pearce de la primera temporada y de la primera mitad de la segunda, canciones y vídeos exclusivos y la presentación del elenco de Glee en la convención internacional de cómics de San Diego. El episodio fue también incluido en los DVD y Blu-ray que contienen la segunda temporada completa, lanzados el 13 de septiembre de 2011 en los Estados Unidos y el 19 de septiembre en el Reino Unido.
El DVD Glee: Season 2, Volume 1 fue comercializado en Sudamérica a partir del 4 de mayo de 2011, mientras que en España el episodio fue puesto a la venta con la segunda temporada completa de Glee desde el 23 de noviembre de 2011. En la Región 2, que engloba el Reino Unido e Irlanda «Britney/Brittany» fue lanzado el 4 de abril de 2011 junto con la primera mitad de la segunda temporada, mientras en la Región 4 que comprende Australia y Nueva Zelanda fue comercializado a partir del 23 de marzo de 2011.